# Liste der Hochhäuser in Kolumbien
Diese Liste führt die sieben bestehenden (Rang 3 bis 9) höchsten Hochhäuser in Kolumbien sowie ein projektiertes (Rang 1), eines im Bau (Rang 2) und weitere (Rang x) Hochhäuser mit ihrer strukturellen Mindesthöhe auf. Gelistet werden nur Hochhäuser, nicht jedoch Sendemasten, Fernseh- oder Fernmeldetürme, Kirchtürme, Schornsteine oder ähnliche Bauwerke.
H. = Höhe in Metern, E. = Etagen, BJ = Baujahr (Jahr der Fertigstellung)
| Rang | Name                             | Bild | H.    | E. | BJ          | Stadt               | Bemerkungen                                                              |
| ---- | -------------------------------- | ---- | ----- | -- | ----------- | ------------------- | ------------------------------------------------------------------------ |
| 1    | Torres Atrio                     |      | 268,0 | 67 | 2019 im Bau | Bogotá D.C.         | Ab 2019 höchstes Hochhaus Kolumbiens                                     |
| 2    | Bacatá Center                    |      | 260,0 | 67 | 2019 im Bau | Bogotá D.C.         | Zweithöchstes Hochhaus Kolumbiens mit einem Hotel, Büros und Wohnungen   |
| 3    | Hotel Estelar Bocagrande         |      | 202,0 | 52 | 2017        | Cartagena de Indias | Höchstes Hotel in Cartagena de Indias                                    |
| 4    | Torre Colpatria                  |      | 196,0 | 50 | 1979        | Bogotá D.C.         | 1979–2016 höchstes Hochhaus Kolumbiens, Hauptsitz der Grupo Colpatria    |
| 5    | Centro de Comercio Internacional |      | 192,0 | 50 | 1974        | Bogotá D.C.         |                                                                          |
| 6    | Hyatt Regency Bocagrande         |      | 190,0 | 44 | 2017        | Cartagena           |                                                                          |
| 7    | Museo Parque Central             |      | 185,0 | 45 | 2017        | Bogotá D.C.         |                                                                          |
| 8    | Torre de Cali                    |      | 183,0 | 44 | 1980        | Cali                | Höchstes Gebäude von Cali                                                |
| 9    | Torre Coltejer                   |      | 175,0 | 37 | 1972        | Medellín            | Höchstes Gebäude von Medellín, Sitz des Textilunternehmens Coltejer S.A. |
| ...  |                                  |      |       |    |             |                     |                                                                          |